# Enver Hadžiabdić
Enver Hadžiabdić (* 6. listopadu 1945, Bělehrad) je bývalý jugoslávský fotbalista bosňácké národnosti, obránce. 

## Fotbalová kariéra
V jugoslávské lize hrál za FK Željezničar Sarajevo, nastoupil ve 237 ligových utkáních, dal 1 gól a v roce 1972 získal s týmem mistrovský titul. Dále hrál v Belgii za R. Charleroi SC a v Řecku za AE Larisa 1964. V Poháru UEFA nastoupil v 8 utkáních a ve Veletržním poháru nastoupil v 1 utkání. Za reprezentaci Jugoslávie nastoupil v letech 1970-1974 v 11 utkáních. Na Mistrovství světa ve fotbale 1974 byl členem jugoslávské reprezentace, nastoupil ve všech 6 utkáních. 

## Ligová bilance
| Ročník                          | Zápasy | Góly | Klub                    |
| ------------------------------- | ------ | ---- | ----------------------- |
| Jugoslávská Prva liga 1965/1966 | 6      | 0    | FK Željezničar Sarajevo |
| Jugoslávská Prva liga 1966/1967 | 15     | 0    | FK Željezničar Sarajevo |
| Jugoslávská Prva liga 1967/1968 | 29     | 0    | FK Željezničar Sarajevo |
| Jugoslávská Prva liga 1968/1969 | 32     | 0    | FK Željezničar Sarajevo |
| Jugoslávská Prva liga 1969/1970 | 32     | 0    | FK Željezničar Sarajevo |
| Jugoslávská Prva liga 1970/1971 | 33     | 0    | FK Željezničar Sarajevo |
| Jugoslávská Prva liga 1971/1972 | 34     | 0    | FK Željezničar Sarajevo |
| Jugoslávská Prva liga 1972/1973 | 25     | 0    | FK Željezničar Sarajevo |
| Jugoslávská Prva liga 1973/1974 | 31     | 1    | FK Željezničar Sarajevo |
| 1. belgická liga 1974/1975      | 28     | 1    | R. Charleroi SC         |
| 1. belgická liga 1975/1976      | 22     | 0    | R. Charleroi SC         |
| 1. belgická liga 1976/1977      | 29     | 0    | R. Charleroi SC         |
| Řecká Superliga 1979/1980       | 24     | 3    | AE Larisa 1964          |
| CELKEM 1. jugoslávská liga      | 237    | 1    |                         |
| CELKEM 1. belgická liga         | 79     | 1    |                         |
| CELKEM Řecká Superliga          | 24     | 3    |                         |